# Tutmose (Virrey de Kush)
Tutmose fue virrey de Kush durante el reinado de Akenatón, recibiendo los títulos de Hijo del rey en Kush y Guardián de las Tierras de Oro del Señor de las Dos Tierras, Guardián de las fronteras de Su Majestad entre otros.
En el 12º año del reinado de Akenatón, Tutmose fue enviado a sofocar una rebelión de los nubios.[cita requerida]
| Predecesor: Merimose | Virrey de Kush Dinastía XVIII | Sucesor: Amenhotep-Huy |